# Łęka Opatowska
Łęka Opatowska is een dorp in het Poolse woiwodschap Groot-Polen, in het district Kępiński. De plaats maakt deel uit van de gemeente Łęka Opatowska.